# Marktplatz 6 (Erbach)

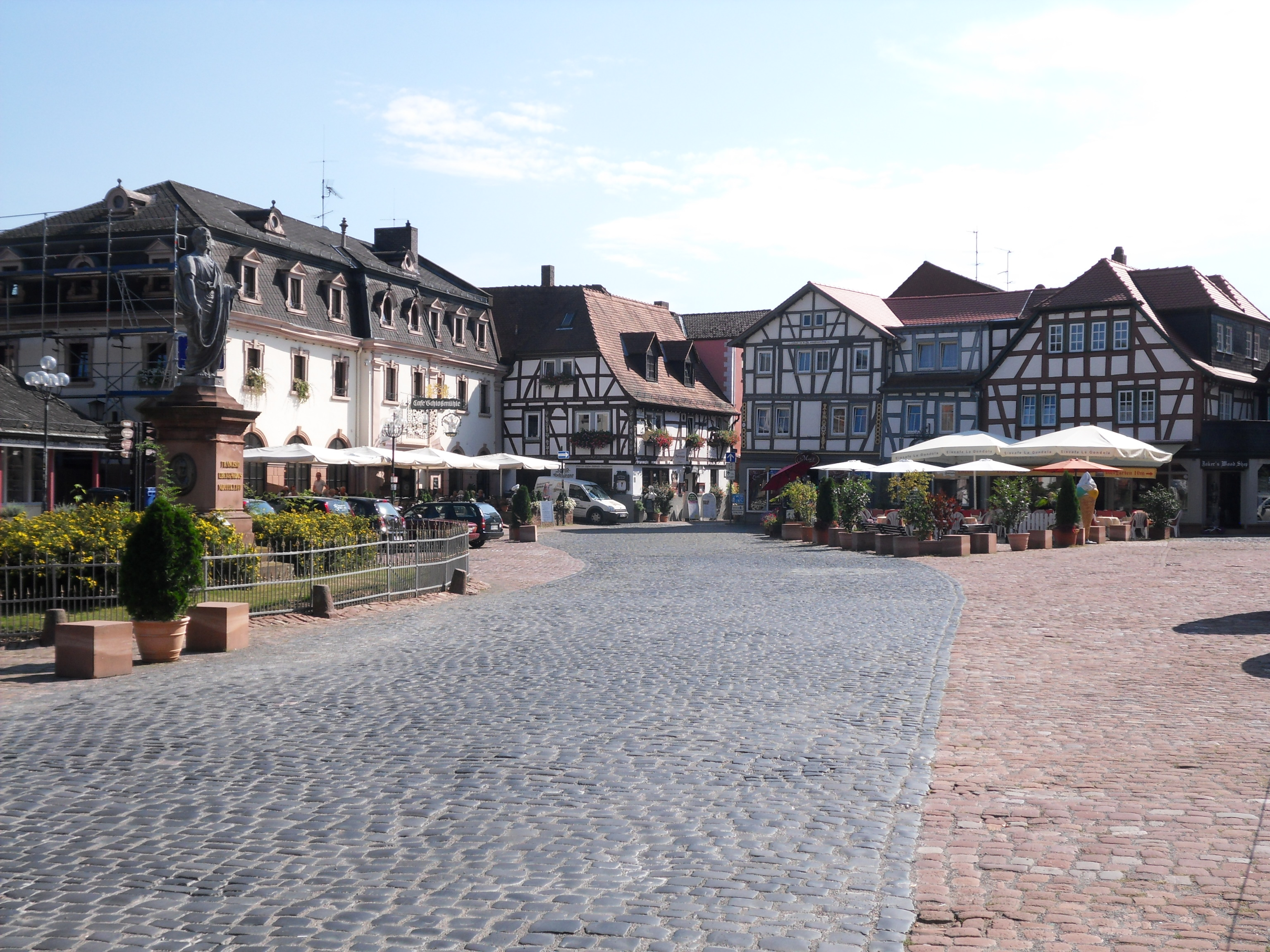
Schlossmühle am linken Bildrand hinter dem Denkmal, September 2013

Marktplatz 6 ist ein denkmalgeschütztes Anwesen in Erbach.
Das Gebäude auf dem Flurstück 161/1 geht auf die ehemalige Schlossmühle zurück, die 1874 in neobarockem Stil zum gräflichen Marstall umgebaut wurde. Die Gestaltung gab später das Vorbild zur Umgestaltung der Fassade des Erbacher Schlosses. 1892 wurde das Dachgeschoss ausgebaut, wobei ein neobarockes Mansarddach und der Mittelrisalit hinzugefügt wurden. Bis 2015 befand sich in dem Gebäude das Café Schloßmühle. Nach einem Jahr Leerstand kam im November 2016 die Nutzung als griechisches Restaurant Artemis. Seit 2020 wird es von dem mediterran-griechischen Restaurant meraki bewirtschaftet.